# Moldova ved OL
Moldova deltog første gang i olympiske lege som selvstændig nation under Vinter-OL 1994 på Lillehammer, og har siden deltaget i samtlige efterfølgende vinter- og sommerlege. Udøvere fra Moldava deltog tidligere som en del af Sovjetunionen (1952–1988) og SNG (1992). 

## Medaljeoversigt
| Moldovas medaljer under de olympiske sommerlege | Moldovas medaljer under de olympiske sommerlege | Moldovas medaljer under de olympiske sommerlege | Moldovas medaljer under de olympiske sommerlege | Moldovas medaljer under de olympiske sommerlege | Moldovas medaljer under de olympiske sommerlege |                     | Moldovas medaljer under de olympiske vinterlege | Moldovas medaljer under de olympiske vinterlege | Moldovas medaljer under de olympiske vinterlege | Moldovas medaljer under de olympiske vinterlege | Moldovas medaljer under de olympiske vinterlege | Moldovas medaljer under de olympiske vinterlege |
| Lege                                            | Guld                                            | Sølv                                            | Bronze                                          | Totalt                                          | Rang                                            | Lege                | Guld                                            | Sølv                                            | Bronze                                          | Totalt                                          | Rang                                            |                                                 |
| 1952–1988                                       | som en del af Sovjetunionen                     | som en del af Sovjetunionen                     | som en del af Sovjetunionen                     | som en del af Sovjetunionen                     | som en del af Sovjetunionen                     | 1956–1988           | som en del af Sovjetunionen                     | som en del af Sovjetunionen                     | som en del af Sovjetunionen                     | som en del af Sovjetunionen                     | som en del af Sovjetunionen                     |                                                 |
| 1992 Barcelona                                  | som en del af SNG                               | som en del af SNG                               | som en del af SNG                               | som en del af SNG                               | som en del af SNG                               | 1992 Albertville    | som en del af SNG                               | som en del af SNG                               | som en del af SNG                               | som en del af SNG                               | som en del af SNG                               |                                                 |
| 1996 Atlanta                                    | 0                                               | 1                                               | 1                                               | 2                                               | 58                                              | 1994 Lillehammer    | 0                                               | 0                                               | 0                                               | 0                                               | –                                               |                                                 |
| 2000 Sydney                                     | 0                                               | 1                                               | 1                                               | 2                                               | 61                                              | 1998 Nagano         | 0                                               | 0                                               | 0                                               | 0                                               | –                                               |                                                 |
| 2004 Athen                                      | 0                                               | 0                                               | 0                                               | 0                                               | –                                               | 2002 Salt Lake City | 0                                               | 0                                               | 0                                               | 0                                               | –                                               |                                                 |
| 2008 Beijing                                    | 0                                               | 0                                               | 1                                               | 1                                               | 80                                              | 2006 Torino         | 0                                               | 0                                               | 0                                               | 0                                               | –                                               |                                                 |
| 2012 London                                     | 0                                               | 0                                               | 2                                               | 2                                               | 75                                              | 2010 Vancouver      | 0                                               | 0                                               | 0                                               | 0                                               | –                                               |                                                 |
| 2016 Rio de Janeiro                             | 0                                               | 0                                               | 1                                               | 1                                               | –                                               | 2014 Sotji          | 0                                               | 0                                               | 0                                               | 0                                               | –                                               |                                                 |
| 2020 Tokyo                                      |                                                 |                                                 |                                                 |                                                 |                                                 | 2018 Pyeongchang    | 0                                               | 0                                               | 0                                               | 0                                               | –                                               |                                                 |
| Totalt                                          | 0                                               | 2                                               | 6                                               | 8                                               |                                                 | Totalt              | 0                                               | 0                                               | 0                                               | 0                                               |                                                 |                                                 |